# Certima gorgythionata
Certima gorgythionata är en fjärilsart som beskrevs av Charles Oberthür 1911. Certima gorgythionata ingår i släktet Certima och familjen mätare. Inga underarter finns listade i Catalogue of Life.